# Playa de la Almadraba (Els Poblets)
La playa de la Almadraba es la playa de Setla-Mirarrosa y Miraflor (provincia de Alicante, España), en lo que era el antiguo término municipal de Setla-Mirarrosa. Se extiende a lo largo de unos 1000 metros desde la punta de la Almadraba, donde desemboca el río Girona, hasta el Camino Marjaletes. Se trata una playa tranquila de cantos rodados.